# Cesuur (dichtkunst)
Een cesuur (Latijn : caesura) is een rust in een versregel. Meestal aangegeven met een puntkomma (;), een dubbele punt (:), een gedachtestreepje (—). Bij het noteren van het metrum, wordt de cesuur wel als een dubbele streep (//) genoteerd.
De cesuur is bedoeld om een monotoon wordend metrum te onderbreken. Het gedicht wordt daardoor ritmischer. In de klassieke poëzie wordt een cesuur geplaatst na de 3de of de 5de halve versvoet, een enkele keer ook na de 7de. Een cesuur komt zeker voor bij :
- een komma
- een punt
- een puntkomma